# Пазарджик
Па̀зарджик е град в Южна България, административен център на община Пазарджик и на област Пазарджик.
Намира се на 112 km югоизточно от столицата София, на 37 km западно от Пловдив, на 404 km от Варна и на 288 km от Бургас. Разположен е в западната част на Горнотракийската низина, в Пазарджишко-Пловдивското поле, откъм двата бряга на река Марица и е вторият най-важен културен и административен център в Южния централен район за планиране на България. Съгласно обявените данни на НСИ, към 31 декември 2022 г. населението е 55 220 жители.

## География

### Местоположение
Пазарджик се намира в най-западната част на Горнотракийската низина, част от общото Пазарджишко-Пловдивско поле, при надморска височина 205 m. Първоначално градът е разположен на левия бряг на Марица. След освобождението му от турско иго той започва да се разраства и по десния бряг на реката. Пазарджик е равнинно-низинен град. Пазарджишкото поле е заобиколено от Средна гора, на север и Родопите, на юг.

### Административно-териториално деление
Пазарджик е разделен на следните квартали и жилищни комплекси:
- Вароша възрожденският квартал на града
- Индустриална зона промишлените предприятия в южните покрайнини
- Писковец комплекса с нови вилни имоти в посока с. Мокрище, т. нар. „Квартал на богатите“
- Поликлиниката зоната, която е заключена между Широк център и жк Запад
- Стадиона северните покрайнини в близост до парк-стадион „Георги Бенковски“
- Център същинската средна част на града, пешеходната зона
- Чиксалън североизточните покрайнини към изхода на града в посока с. Ивайло
- Широк център зоната между крайните квартали и Центъра, която го обгражда от всички страни
- жк Бесапара жилищните зони зад железопътните линии в посока с. Главиница
- жк Димчо Дебелянов жилищните зони след изхода на града в посока с. Мирянци
- жк Запад жилищна зона в западната част, която е заета предимно от панелни блокове
- жк Изток ромската махала на града в посока Пловдив
- жк Марица жилищната зона в близост до р. Марица
- жк Младост жилищната зона в посока изхода на града към Гробищен парк и с. Добровница
- жк Ставропол жилищната зона, която е заключена между жк Устрем и кв. Стадиона в северната част
- жк Устрем жилищната зона, която е заключена между жк Ставропол и жк Запад в северозападната част
- жк Манастири жилищните блокове в близост до р. Марица в района срещу Остров Свобода
- жк Ябълките жилищните блокове в крайните североизточни покрайнини северно от жк Изток

### Релеф
Пазарджик е един от малкото градове в България, който е с изцяло равнинен релеф без никакви повишения в надморската височина, която е със стойност 205 m за цялата територия на населеното място като съвсем леки понижения тя бележи около коритото на р. Марица в южния край на града. Недалеч се намира Бесапарският рид, където са разкрити залежи на варовик. Наблизо, край село Мокрище има много могили от времето на траките, които са изкуствени образувания. Най-близките планински възвишения са на Западни Родопи – около 15 km южно, на Източна Рила – около 30 km югозападно и на Същинска Средна гора – на около 40 km северно от града. Пазарджик е част от морфоструктурата на Горнотракийската низина, представляваща грабеновидна форма, и е с тенденция към потъване – с около 2 mm/годишно. Районът е запълнен с алувиални наслаги от заливните тераси на Марица и нейните притоци.

### Води
През южния край на Пазарджик протича една от главните водни артерии на България – р. Марица.
В околностите на Пазарджик в р. Марица се вливат два от нейните леви притоци, които извират от Средна гора и отводняват значителна част от Пазарджишкото поле – на 2 km западно от града се влива р. Тополница, а на 8 km източно от него се влива р. Луда Яна.
По време на турското иго р. Тополница има ръкави в самия град. Тогава се оформя напоителният канал Паша-арк, който и днес минава през града.
Реките в района са с дъждовно-снежен режим на подхранване – т.е. основна роля за пълноводието им имат дъждовните води, а с второстепенно значение са водите от разтопените снегове, което обуславя пълноводието им да бъде в периоди с големи валежи и интензивно снеготопене – това са основно месеците май-юни (падат големи количества валеж и се разтопяват снеговете в най-високите части на Рила, откъдето води началото си р. Марица) и ноември-декември (отново падат големи количества валеж).
Заливните речни тераси в района са богати на грунтови води.

### Климат
Климатът на града е преходен между умереноконтинентален и средиземноморски климат. Характеризира се с топло и почти сухо лято и влажна и умерено студена зима. Средната годишна температура на въздуха е 12,5 °C. Най-топлите месеци са юли и август със средна месечна температура 23 – 24 °C, а най-студените януари и февруари със средна месечна температура 1 – 2 °C. Дните с температура над 32 °C са около 35 за година.
Абсолютният минимум измерен в гр. Пазарджик е – 29,5 °C.
Годишната сума на валежите е около 500 mm, което нарежда Пазарджик сред най-сухите градове в България. Отличават се два максимума и два минимума на валежите – съответно през май-юни; ноември-декември и през февруари-март; август-септември. През периодите с максимум на валежите понякога се изливат поройни количества със стойност над 120 mm, придружени от неблагоприятни климатични явления като градушки, мъгли, слани и др. В месеците с минимум на валежите падат под 30 mm, като с това настъпват трайни засушавания с продължителни горещини.
Поради факта, че Пазарджик е разположен в низина и е заобиколен с оградни планини, ветровете в района са слаби. Средната годишната скорост е около 1 m/s. Характерен е топлият и поривист вятър фьон, духащ откъм северните склонове на планините и повишаващ температурите през зимата.
Неприятни климатични явления: през студеното полугодие това е т.нар. температурна инверсия, която се получава, когато студен арктически въздух нахлуе в страната и така в низините и котловините температурата може да падне до -20 °C. През декември е характерна мъглата. Неприятно за летния сезон явление е лятната буря, със силен поривист вятър, градушка и гръмотевична буря. Друго неприятно климатично явление, което засяга Пазарджик през топлото полугодие, е сушата, съпътствана с горещ тропически въздух, който може да повиши температурата до над 40 °C. В преходните сезони опасни могат да бъдат ранната есенна и късната пролетна слана.

### Почви, растителен и животински свят
Почвите в района около Пазарджик са канелени горски. Те са широчинно-зонални по своята геоложка особеност. Това е най-разпространеният почвен тип в България и заема 22,5% от почвената покривка на страната. Имат високо глинесто съдържание, което предопределя тежък механичен състав. Подходящи са за отглеждането на лозя, ябълки, череши и др. По поречието на реките в региона са разпространени алувиално-ливадни почви, особено в заливните тераси на река Марица и нейните притоци. Те са азонален тип и са образувани в условията на висока влажност. Върху тях успешно виреят домати, пипер, краставици, лук и др.
Растителността в града и около него е представена предимно от широколистни видове – дъб, липа, топола, кестен, чинар и др., по-рядко от иглолистни видове – главно бор и ела. Около реките виреят върба, бреза, бръшлян и др.
Животинският свят около Пазарджик е с представители от източноевропейската фаунистична зона – лисица, чакал, заек, катерица, мишка, врабче, кълвач, яребица и др.

## История
След Руско-турската война 1877 – 1878 г. по Берлинския договор 1878 г. градът – тогава с име Татар Пазарджик, остава в Източна Румелия; присъединен е към България след Съединението 1885 г. Град Пазарджик (Татар Пазарджик) се споменава с двойно име до 1934 г.

### Име
Тук периодично идвали жителите на околните села да си разменят стоките – „да пазаруват“. Първи постоянни жители на Пазарджик са група татари, администратори и охрана на пазара, преселени от бейлика Саръхан, разположен в днешния вилает Маниса, изпратени от султан Баязид II (1481 – 1512) за да пазят прохода Къз дервент (Момина клисура). Така е дошло първоначалното име на града – Татар Пазарджик. „Пазарджик“ идва от перс. بازر (пазар) – „тържище“. Умалителната наставка „-джик“ показва, че градът е бил малък пазар. Същите татари под водителството на Саръхан основават селото Саранбей.
Нос Пазарджик на остров Сноу, Южни Шетландски острови е наименуван в чест на града.

### История на града

#### Основаване под османска власт
Най-ранното споменаване на Пазарджик в историческите извори се съдържа в подробния муфассал регистър на акънджиите, съставен в дните от 2 до 11 декември 1472 г. В него самият град е описан на 2 места в дефтера под имената Базар Йенидже-и Татар и Базар Татар Йенидже, и е посочен като град, спадал към нахията Филибе (Пловдив) Според данните на акънджийския тефтер от 1472 г., към годината на съставянето му Пазарджик е бил изцяло мюсюлмански град, наброяващ около 105 домакинства – всичките мюсюлмански.
Широко е застъпена тезата, че Пазарджик е основан от татари през 1485 г. като важна станция на главния път през Балканския полуостров – Виа Милитарис, от Белград през Траянови врата за Цариград. Тази станция в турско време се свързва с Босненския или Адриатическия път, който идва откъм запад, през Северна Македония – Кюстендил – Самоков – Моминоклисурския проход. От Пазарджик започва и водният път по Марица. Така градът се оформя като важен кръстопът в най-западната част на Горнотракийската низина. Отначало Пазарджик се развива в северна посока, към мястото, където през 1540 г. е построена Ески джамия (тоест Старата джамия). След това са построени още 18 джамии. Техните минарета стават характерни за силуета на равнинния град. От всички джамии днес се е запазила единствено Куршум джамия, с най-високото минаре. С основаването на Пазарджик през 1485 г. за негов управител е назначен предводителят на татарите-стражи Саръхан с титлата бей. Скоро обаче той е убит от своите хора и в 1492 г. за управител на Пазарджик и неговата област от Цариград е назначен Шиттър ага. Той и неговите потомци като полунезависими феодални семейства управляват наследствено Пазарджик до 1657 г. Оттогава до обявяването през 1840 г. на танзимата (равенството) Пазарджик и неговата кааза са управлявани от феодалното семейство на Каванозовци, а от 1840 г. до Освобождението – управителите са назначавани пряко от Цариград.
След татарите-стражи в Пазарджик се увеличава турското население, което постепенно ги асимилира. По-късно идват още юруци и други тюркски племена. Първите тюркски поселници, юруците, са преди всичко животновъди. Животновъдството дава обилен суров материал на кожухарството и кожарството. От втората половина на 17 век, когато започва упадъкът на османското могъщество, броят на турското население намалява. Много османци са избити във войните с европейските им неприятели, други стават жертва на болести като чумата и холерата. От средата на 16 век в града започват да се заселват и българи-християни от околните села, които преди това посещавали града само за пазар. През втората половина на 16 век, когато в Пазарджик трайно се настанява българското население, градът се развива в западна посока, около мястото, където е църквата „Свето Успение Богородично“. Оттук се създава първата българска махала – Вароша. През втората половина на 17 век Пазарджик продължава да се развива в северна посока; вероятно тогава се създава и голямата българска махала „Чиксалън“, в която после е построена църквата „Свети Архангел“.
През 1738 г. населението на София, както на всички важни градове в европейската част на Османската империя, е преобладаващо турско. През 18-и и в началото на 19 век, в северна посока се създават чисто българските махали „Кавлъккавак“ и „Сюлюккавак“. Според някои сведения, към средата на 19 век Пазарджик се състои от 33 махали – 18 турски, 12 български и 3 цигански. Макар че българските махали са по-малко на брой, те са по-гъсто населени, а българи има и в турските махали. През 1865 г. населението на Пазарджик е около 25 000 хиляди, българите съставят 57% от него, а турците – 28,5%. Като търговски град, Пазарджик привлича и друго население – евреи, арменци и др. През 1574 г. великият везир Ибрахим паша Дамат построява най-големия турски паметник в Пазарджик – Куршум хан, разположен на главния път в града (днес ул. „Константин Величков“). Освен като станция, ханът разполага със складове и магазини за търговия, както и със занаятчийски работилници. Той е един от най-големите куршум-ханове на Балканския полуостров. Представлява двуетажна каменна сграда (от дялани камъни) с оловни кубета, и заема площ от 11 570 m2. Турският пътешественик Евлия Челеби свидетелства, че не бил виждал такъв голям хан с обори за 2000 камили, конюшни за 3000 жребци, 70 – 80 къщи с хареми за семейни аяни и първенци, кьошкове за проходящите везири и министри, и за бедни гости. Този хан съществува до освободителната Руско-турска война от 1877 – 1878 г., когато е опожарен. След Освобождението той е окончателно разрушен.
Начало на водоснабдяването се поставя през 1748 г. с хващането на изворите при село Ивайло на 5 km северно от града и отвеждането на водата по канални тръби до 43 чешми. Водопроводът и тръбите се използват до 1930 г.
През 19 век, когато Пазарджик достига най-високата си точка на развитие, той е вече между големите градове в България. През 18 и 19 век 70% от жителите му са занаятчии и търговци. Тогава се пораждат и стоково-паричните отношения – земеделците се увеличават малко след Хатихумаюна от 1856 г., когато българите добиват право на земеделска собственост.
Във връзка със своето голямо занаятчийство, земеделско и животновъдно производство и кръстопътното си положение, градът върти значителна търговия, макар засенчван в това отношение от съседния и по-голям търговски град Пловдив. Той не е обикновен център за размяна на стоки между полското и планинското население на своята област, а търгува с всички български земи, после със Сърбия – до Виена, Влашко, Цариград и Мала Азия.
Пазарджишките търговци и занаятчии участват в много панаири, особено в Узунджовския панаир. Интересно е, че Пазарджик взема участие в международното изложение в Париж през 1855 г.
Пазарджик е измежду градовете, които вземат най-активно участие във Възраждането ни. Възраждането на града започва в началото на последната четвърт на 18 век, когато за епископ на Пазарджик е пратен българинът Дионисий Агатоникийски, родом от пазарджишкото село Меликадъново. Наред с гръцкия, той въвежда в църквата използването и на български език. Венец на неговата възродителна дейност е отварянето в 1823 г. на общо българско училище, в което освен гръцки се преподава и на български език. А през 1845 г. се открива и класно училище, където учебните занятия се водят само на български език.
Църковната борба в Пазарджик завършва с победа на 19 октомври 1859 г., когато гръцките духовници са изгонени от църквата „Света Богородица“ и богослуженията започват да се четат само на български.
През 1862 г. се основава читалище „Виделина“ („видело“ е архаичната форма на „светло“), а през 1870 г. и женско дружество „Просвета“.
Кочо Честименски е родом от пазарджишкото село Динката. През 1869 г. Васил Левски основава революционен комитет в Пазарджик с председател Георги Консулов (революционер). На 4 февруари 1876 г. тук Бенковски основава революционен комитет с председател Яков Матакиев. Представител на Пазарджик в Оборище е учителят Иван Соколов, бивш участник в Легията в Белград.
Пазарджик е освободен от Западния руски отряд с командир генерал-лейтенант Йосиф Гурко на 14 януари 1878 г. (нов стил). Благодарение на арменеца Ованес Съваджъян турското командване не успява да изпълни коварния си и чудовищен план – да запали града и унищожи българското му население, преди да се оттегли.

#### След Освобождението
Турците напускат завинаги Пазарджик, оставяйки след себе си един полуразрушен град, недоимък и глад сред населението.
На 20 януари 1878 г. по нареждане на руския комендант се провеждат избори чрез тайно гласоподаване за временна градска управа. Първи временен кмет на Пазарджик и почетен гражданин на града е Ованес Соваджъян. За председател е избран местният учител Иван Чунчев. Константин Величков става председател на административния съвет. В града е уреден руско-български клуб, който се занимава с просветна дейност.
Според административното устройство на Източна Румелия, Пазарджик е център на департамент (област). Той включва в границите си околиите Пазарджишка, Панагюрска, Пещерска и Ихтиманска. Начело на департамента стои префект. Първия префект на Татарпазарджишкия департамент е Георги Бинев от Стара Загора, виден възрожденски деец и революционер, един от най-просветените българи по това време.
На 7 октомври 1879 г. са проведени първите избори за депутати в Областното събрание. С голям ентусиазъм са избрани Константин Величков, Яков Матакиев, свещеник Георги Тилев и др. От този момент започва политическата дейност на най-бележития гражданин на Пазарджик – Константин Величков.
И след Освобождението Пазарджик си остава град на ориза, виното, конопа, тютюна и зеленчуковите градини. Плодородните чалтъшки земи в поречието на р. Марица и Тополница, някога притежание на турски чифликчии, стават собственост на богати пазарджиклии.

## Население
Численост на населението според преброяванията през годините:
| \| Година на преброяване \| Численост \| \| --------------------- \| --------- \| \| 1887 \| 15 659 \| \| 1910 \| 18 098 \| \| 1934 \| 23 228 \| \| 1946 \| 30 376 \| \| 1956 \| 39 499 \| \| 1965 \| 55 430 \| \| 1975 \| 65 727 \| \| 1985 \| 77 340 \| \| 1992 \| 82 578 \| \| 2001 \| 78 855 \| \| 2011 \| 71 979 \| \| 2021 \| 55 716 \| |           |
| Година на преброяване | Численост |
| 1887 | 15 659    |
| 1910 | 18 098    |
| 1934 | 23 228    |
| 1946 | 30 376    |
| 1956 | 39 499    |
| 1965 | 55 430    |
| 1975 | 65 727    |
| 1985 | 77 340    |
| 1992 | 82 578    |
| 2001 | 78 855    |
| 2011 | 71 979    |
| 2021 | 55 716    |

Според първото преброяване, проведено в България след влизането на страната в ЕС през 2011 г., за първи път запитваните имаха възможност да отговорят доброволно на въпросите за етническа и религиозна принадлежност, както и за майчин език. Така в Пазарджик на въпроса за етническата принадлежност отговарят само 66 397 души, 57 332 от тях се определят като българи, 4822 като турци, 3423 като роми и 325 посочват, че имат друга етническа принадлежност (арменците и др.). Циганското население, вкл. определящите се като турци и роми е концентрирано в двете цигански махали на града – в кв. „Изток“ и в Пич маала.
По данни от преброяването през 2011 г. населението на Пазарджик е намаляло до 71 979 души, процесът на намаляване на населението започва в началото на 90-те години на 20 век, когато градът достига пиковия си брой жители. По данни от преброяването през 1992 г. населението на града е възлизало на 82 578 души, след което започва бавен спад на жителите.

### Етнически състав

#### Преброяване на населението през 2011 г.
Численост и дял на етническите групи според преброяването на населението през 2011 г.:
|                     | Численост | Дял (в %) |
| Общо                | 71 979    | 100       |
| Българи             | 57 332    | 79,65     |
| Турци               | 4822      | 6,69      |
| Цигани              | 3423      | 4,75      |
| Други               | 325       | 0,45      |
| Не се самоопределят | 495       | 0,68      |
| Неотговорили        | 5582      | 7,75      |

### Вероизповедание
В града преобладава християнското население от източноправославната група. Катедралната църква на града е „Успение Богородично“, построена в 1836 – 1837 г. Любопитно е, че това е най-голямата възрожденска църква в България.
Други християнски храмове:
- Храм „Св. Петка“ от 1852 г.
- Храм „Св. Архангел Михаил“, построен през 1860 г. и осветен през 2003 г.
- Храм „Св. Преображение“, изграден през 1862 г.
- Храм „Св. св. Кирил и Методий“, изграден през 1872 г.
- Храм „Св. св. Константин и Елена“, изграден през 1873 г.
- Храм „Св. Георги Победоносец“, най-новият храм, втори по големина храм в града, осветен през 2003 г.

Не са малко и общностите на другите видове християнство – петдесятна църква, особено силно застъпена сред ромското население и адвентна църква, както и общността на арменската апостолическа църква, чийто църковен имот (църква, училище, пристройки, красив калдъръмен двор и масивна ограда с голяма порта) просъществува до 1969 г., когато са унищожени заради строителството на нова градска автогара. Конгрешанската църква, днес част от Съюза на евангелските съборни църкви, е създадена през 1886 година.
След дълги години на 14 май 2005 г. днешните арменци правят първа копка на нов миникомплекс – Арменски духовно-културен дом „Сурп Степаннос – Ованес Съваджъян“. Същинският строеж започва на 4 юли 2005 г. и продължава да се изгражда поетапно с помощта на волни дарения от арменци, българи и малки помощи от Диаспората. В началото на 2011 г. изцяло е завършен грубият строеж на църквата.
В Пазарджик има и мюсюлмани и евреи, които имат храмове – „Куршум джамия“, малката и голямата синагога.

## Политика

### Кмет
Кмет на град Пазарджик от 2007 до 2023 е Тодор Попов, избран през 2007 г. и преизбран съответно за втори, трети и четвърти мандат през 2011, 2015 и 2019 г. На местните избори през ноември 2023 на балотаж Петър Куленски от ПП-ДБ побеждава досегашния кмет Тодор Попов. От 2024 г. кмет е Петър Куленски.

### Общински съвет
В Общинския съвет на Пазарджик за мандат 2015 – 2019 влизат 17 представители на Коалиция „Тодор Попов за Пазарджик“, 8 – на ГЕРБ, 5 – на БСП, 4 – на Коалиция „Съюз за Пазарджик – „Национален фронт за спасение на България“ и „Народен съюз“.

### Побратимени градове
Пазарджик е побратимен град или партньор с:
| - Аеродрум, Северна Македония - Ал Салт, Йордания - Борисов, Беларус - Драма, Гърция - Ставропол, Русия | - Татабаня, Унгария (2004) - Тхай Бин, Виетнам - Уест Бенд, Уисконсин, САЩ - Чехов, Московска област, Русия |

## Икономика и инфраструктура

### Търговия
В града има филиали на множество търговските вериги:
- за спортни стоки – Булдозер, Моника Спорт, Спорт Вижън
- за техника – Технополис, Техномаркет, Зора.
- за хранителни стоки – „Кауфланд“, „Билла“, „Лидл“, „Тарита“, „Промо маркет“, „КАМ маркет“.
- за детски стоки – Хиполенд.
- за мебели – Явор, Брилянт, Ивели.
- за строителни материали – Практикер, Синхро, Успех, Крез.

В центъра на града е изграден търговско-развлекателен комплекс Сентрал Мол (бивш ГУМ), а в индустриалната зона са разположени множество складове за търговия на едро.

### Транспорт
Автогарата и ЖП гарата са разположени в южните покрайнини на града. Градската транспортна мрежа в Пазарджик е съставена от 16 автобусни (1, 2, 3, 4, 5, 6, 7, 8, 9, 10, 11, 12, 13, 13А, 14, 14А) и 6 тролейбусни линии (1, 1Е, 2, 2Е, 4, 5), които обхващат най-важните райони на града. Предстои и създаването на ново тролейбусно трасе през източната част на града, МБАЛ и Индустриалната зона. През 2014 г. е построена и открита новата автогара на мястото на бившата казарма, южно от централния мост над река Марица и на 1 km северно от ЖП гарата.

## Образование и наука
В Пазарджик има 2 висши учебни заведения (ВУЗ Земеделски колеж и Колеж за начални педагози) и филиал на Пловдивския университет „Паисий Хилендарски“, 4 начални, 7 основни, 4 средни общообразователни училища, 10 профилирани гимназии, 1 междуучилищен център за професионално обучение след 6 и 7 клас, и един обединен детски комплекс за извънкласни форми.
Създадени са връзки между Техникума по селско стопанство и земеделското училище „Сен Шели д`Апшер“ – Франция. Езиковата гимназия „Бертолт Брехт“ е член на инициативата Schulen: Partner der Zukunft, на Асоциацията на Кеймбридж училищата и поддържа активни контакти с културните институти от Германия, Франция, Великобритания и Испания, с центъра за срещи „Саксония-Анхалт“ в Пловдив, с фондациите „Отворено общество“, „13 века България“, „Св. Кирил и Методий“.
От 1995 г. функционира като клон на държавно предприятие Българо-германски център за професионално обучение, ДП „БГЦПО“ клон Пазарджик, който предлага курсове за икономическа, техническа и езикова квалификация на заети и безработни лица. Работят и частни езикови училища и школи – ФАРОС, ЕВРОПА, ТИТ, ЕЗИКОВ ЦЕНТЪР ЛОГОС. В града се намира и специализирано полицейско училище с военна база, състояща се от стрелбище и площадки за вертолети.

## Култура и забележителности
- В Пазарджик се намират следните забележителности от 100 национални туристически обекта на Български туристически съюз:

- Катедрална църква „Свето Успение Богородично“, (8:00 – 17:00 ч.), има печат
- Регионален исторически музей - Пазарджик (има печат) и Художествена галерия „Станислав Доспевски“, пл. „Константин Величков“ 15, (09:00 – 12:00 и 14:00 – 17:30 ч., зимно време почивни дни – събота и неделя).
- Къща музей „Станислав Доспевски“, ул. „Мария Луиза“ 54, (9:00 – 12:00 часа и 14:00 – 16:00 ч., почивен ден – събота и неделя), има печат;

- Старата поща с часовниковата кула, пл. „Константин Величков“
- Драматично-куклен театър „Константин Величков“
- Етнографска експозиция на Регионален исторически музей, ул. „Отец Паисий“ 8, (09:00 – 12:00 и 13:30 – 16:30 ч., почивни дни – събота и неделя)
- Къща музей „Константин Величков“, ул. „Теодор Траянов“ 6
- Парк-остров „Свобода“ (известен, като „Острова“)
- Часовникова кула
- Библиотека „Никола Фурнаджиев“
- Читалище „Виделина“
- Читалище „Христо Ботев“

В града действа фолклорният Ансамбъл „Пазарджик“. Най-големият графит на Балканите е в Пазарджик.

### Драматично-куклен театър „Константин Величков“
В града се намира един от най-старите театри в страната, построен със средства, събирани доброволно от гражданите. Днес театърът е обединен с кукления театър под името Драматично-куклен театър „Константин Величков“.
133-годишна театрална традиция и над 40 години държавен театър; 35 театрални сезона. Първата постановка на държавния драматичен театър в Пазарджик е „Албена“ от Йордан Йовков. От „Януари“ на Радичков, постановка на Крикор Азарян, до „Епични времена“ пак на Радичков, режисьор Петринел Гочев, от „Както ви харесва“ на Шекспир с режисьор Леон Даниел до „Буря“ на Островски с режисьор Владлен Александров. От „Вампир“ от Антон Страшимиров, постановка на Вили Цанков, през „Римска баня“ на Станислав Стратиев, до „Задният двор“ на Билгесу Еренус, постановка на Искендер Алтън. На пазарджишка сцена са работили режисьори: Крикор Азарян, Асен Шопов, Леон Даниел, Николай Поляков, Здравко Митков, Николай Люцканов, Григор Антонов и др., едни от най-известните актьори: Невена Коканова, Георги Георгиев – Гец, Георги Калоянчев, Катя Паскалева, Илка Зафирова, Златина Тодева, Леда Тасева, Георги Черкелов и още, и още…

### Регионален исторически музей
Пазарджишкият исторически музей е един от водещите и най-стари музеи в България. Създаден е през през 1911 г. с решение на управителния съвет на читалище „Виделина“. През 2000 г. се преобразува в Регионален исторически музей с територия на дейност областите Пазарджик и Пловдив. По профил музеят е общоисторически и има следните основни отдели: Археология; История на България 15 – 19 в.; Етнография; Нова история; Най-нова история; Фондове и научен архив; Връзки с обществеността. Историческите експозиции са поместени в специално построена сграда на площ от 1200 m2. Музеят притежава собствена специализирана библиотека, реставрационно ателие и фотолаборатория, има уреден щанд за продажба на рекламни материали и сувенири и кафене.
Етнографската експозиция на Регионалния исторически музей е подредена в най-голямата жилищна сграда в Пазарджик от епохата на Възраждането, построена през 1850 г. в стила на пловдивската възрожденска барокова къща. Собственикът на къщата Никола Христович е бил богат пазарджишки търговец. Обявена за национален архитектурно-художествен паметник на културата.

### Художествена галерия „Станислав Доспевски“
Художествената галерия „Станислав Доспевски“ е основана през 1966 г. Носи името на възрожденския художник и обществен деец Станислав Доспевски (1823 – 1878), работил в областта на портретния жанр. Настоящата сграда на галерията е открита през 1980 г. По-късно (1911) в нея се помещава и Регионалният исторически музей. Общата изложбена площ е 800 m2. Художественият фонд на галерията надхвърля 10 000 творби.
Експозицията представя българското изобразително изкуство от края на миналия век до наши дни. Тя се състои от 731 творби на 204 автора и е разположена в 5 изложбени зали. Представени са всички жанрове (портрет, пейзаж и композиция), както и различните течения в българското изобразително изкуство: възрожденски реализъм, романтизъм, академизъм, реализъм, символизъм, импресионизъм, експресионизъм, социалистически реализъм, абстракционизъм и др.
Художествена галерия „Станислав Доспевски“ има два филиала: къща музей „Станислав Доспевски“ и къща музей „Георги Герасимов“, както и експозицията на открито на Величко Минеков. През 2022 година Регионален исторически музей – Пазарджик печели проект с наименование: „Ревитализиране на пространството и обновяване на експозицията в зала „Археология“ на стойност 781 771, 24 лв. за да направи най-добрата експозиция на Балканите.

### Къща музей „Константин Величков“
Родна къща на Константин Величков (1855 – 1907 г.) – виден възрожденски деец, активен участник в националноосвободителните борби, политик и държавник в следосвобожденска България, поет, писател, преводач и художник.
Къщата се намира на ул. „Теодор Траянов“ № 6. Едноетажна и с чардак, тя е построена около 1850 г. През 1964 – 1965 г. къщата е основно ремонтирана и реставрирана. От 1967 г. в нея е подредена градска битова обстановка от края на 19 в. и началото на 20 век. В родната къща на Константин Величков през 1876 г. сестра му Теофана ушива знамето на Пазарджишкия революционен комитет, а на 21 април 1876 г. Васил Петлешков пръв съобщава в Пазарджик за избухването на Априлското въстание. Къщата е филиал на Окръжния исторически музей. Открита е за посещения от 2 март 1967 г.

### Редовни събития
- 21 май – празник на града – чества се от 1930 г. всяка година, църковен празник на Св. св. Константин и Елена.
- февруари – ежегоден фестивал за класическа музика „Зимни музикални вечери“, основан от проф. Иван Спасов
- май – международен мандолинен фестивал „VIVA TREMOLO“ в парк Свобода (Острова).
- октомври – ежегоден есенен базар на площад „Васил Левски“

## Личности
- Александър Тунчев (р. 1981), футболист
- Ангел Димитров, български революционер от ВМОРО, четник на Богдан Георгиев
- Артин Артинян (1907 – 2005), американски литературен историк
- Атанас Г. Сиджема, български революционер от ВМОРО, четник на Димитър Запрянов
- Атанас Петров, български революционер от ВМОРО, четник на Иван Наумов Алябака
- Атанас Пашев (р. 1963), футболист
- Богдан Величков (1864 – 1897), учител, журналист и редактор
- Борис Гуджунов (р. 1941), певец
- Борис Пожаров (р. 1866), актьор
- Валери Иванов (р. 1963), поет, литературен критик
- Владимир Манчев (р. 1977), футболист
- Георги Георгиев (р. 1976), джудист
- Георги Герасимов (1905 – 1977), художник
- Георги Кьосев (р. 1974), футболист
- Георги Марков, журналист БНР
- Георги Мицков (1921 – 2002), поет
- Георги Нетев, български революционер от ВМОРО, четник на Лука Иванов
- Георги Петков (р. 1976), футболист
- Георги Петров (1875 – ?), участник в Илинденско-Преображенското въстание в Одринско с четата на Кръстьо Българията
- Георги Танев (р. 1943), политик
- Георги Тодоров (кмет на Пловдив) (р. 1885) адвокат
- Георги Христович (1863 – 1926), зоолог
- Димитър Бояджиев (1880 – 1911), поет
- Екатерина Михайлова (р. 1956), политик
- Запрян Шкодров {1923 – 2005), общественик
- Иван Батаклиев (1891 – 1973), географ и историк
- Иван Върбанов (р. 1958), писател и журналист
- Иван Иванов (1935 – 1993), музикален деятел
- Иван Красновски (1882 – 1941), юрист
- Илия Матакиев (1872 – 1946), лекар
- Йордан Костурков (р. 1948), писател и преводач
- Кимон Георгиев (1882 – 1969)
- Кирил Василев (р. 1967), футболист
- Константин Величков (1855 – 1907), писател
- Константин Муравиев (1893 – 1965), политик
- Коста Петров, български революционер от ВМОРО, четник на Дончо Лазаров
- Милен Спасов (р. 1973), писател
- Младен Радков (р. 1960), футболист
- Никола Груйчин (1873 – 1908), български революционер от ВМОРО
- Никола Йотов (1892 – 1961), политик
- Никола Манев, художник
- Никола Симеонов, български революционер от ВМОРО, четник на Никола Груйчин
- Никола Фурнаджиев (1903 – 1968), поет
- Никола Тодоров, български революционер от ВМОРО, четник на Иван Наумов Алябака
- Петър Мусевич (1840 – 1914), общественик и книжар
- Радко Димитров (р. 1964), футболист
- Райко Алексиев (1893 – 1944), публицист и художник
- Райко Стойнов (р. 1937), футболист
- Спас Киричев (р. 1959), скулптор
- Спас Крайнин, журналист БНР „Хоризонт“
- Спас Костантинов, български революционер от ВМОРО, четник
- Стефан Захариев (1810 – 1871), просветен деец
- Стоян Аргиров (1870 – 1939), филолог
- Стоян Василев (1904 – 1977), художник
- Стоян Ганев (1955 – 2013), политик
- Теодор Траянов (1882 – 1945), поет
- Тодор Каракашев (1955), писател и журналист
- Тодор Градинаров, български революционер от ВМОРО, четник на Лука Иванов
- Тома Попович, просветен деец
- Христина Вучева (1937 – 2020), икономист
- Цветанка Убинова, поетеса и писател
- Джия (р. 1993), попфолк певица